# Cantonul Le Monêtier-les-Bains
Cantonul Le Monêtier-les-Bains este un canton din arondismentul Briançon, departamentul Hautes-Alpes, regiunea Provence-Alpes-Côte d'Azur, Franța.

## Comune
- Le Monêtier-les-Bains (reședință)
- Saint-Chaffrey
- La Salle les Alpes